# Calembour
Calembour is een woordspeling waarbij gebruik wordt gemaakt van overeenkomst in klank tussen woorden of woordgroepen.
voorbeelden
- ik heb de min tot roos gekozen en met de plus geminnekoosd[1]
- all you need is lof[2]

## Frans
De calembour is vooral een Frans fenomeen, omdat de taal rijk is aan homofonen, woorden die verschillend geschreven, maar gelijk worden uitgesproken.